# Paul Klee
Paul Klee (pronunciació en alemany: [paʊ̯l ˈkleː];18 de desembre de 1879 - 29 de juny de 1940) fou un pintor suís, que es pot situar entre el surrealisme, l'expressionisme i l'abstracció.

## Biografia
Klee va néixer a Münchenbuchsee, a prop de Berna, Suïssa, en una família de músics. Va estudiar art a Múnic amb Heinrich Knirr i Franz von Stuck. En tornar d'un viatge a Itàlia, es va establir a Múnic, on va conèixer Vassili Kandinsky, Franz Marc i altres figures d'avantguarda; i es va associar aleshores al grup artístic Der Blaue Reiter (El Genet Blau).
El 1914 va visitar Tunísia i, en quedar impressionat amb la qualitat de la llum de l'indret, va escriure al seu diari: "El color em posseeix, no tinc necessitat de perseguir-lo, sé que em posseeix per sempre... El color i jo som una sola cosa. Soc pintor."
Klee treballava amb oli, aquarel·la, tinta i altres materials, generalment combinant-los en un sol treball. Els seus quadres sovint al·ludeixen a la poesia, la música i els somnis, i de vegades inclouen paraules o notes musicals.
Acabada la Primera Guerra Mundial, en què va participar com a soldat perquè era ciutadà alemany, Klee va fer classes a la Bauhaus i, a partir del 1931, a l'Acadèmia de Düsseldorf, abans de ser denunciat pels nazis pel fet de produir el que qualificaven d'«art degenerat».
El 1933 va deixar l'ensenyament i va tornar a Berna, on va fer una gran exposició a la galeria Kunsthalle (1935). El 1936 se li va diagnosticar esclerodèrmia, una greu malaltia degenerativa que el va acompanyar durant tota la vida, encara que va seguir amb un bon ritme de treball fins al 1940, any en què va ser ingressat en una clínica de Muralto-Locarno, on va morir el 29 de juny.

## Der Blaue Reiter
El 1911, Vassily Kandinsky i Franz Marc van fundar a Múnic un grup d'artistes vinculats a l'expressionisme. Paul Klee no era oficialment membre d'aquesta associació, però se sentia molt unit al cercle d'artistes que la integraven i va participar en les seves exposicions. Entre els membres de Der Blaue Reiter hi havia August Macke, Gabriele Münter i Marianne von Werefkin. Tots compartien un gran interès per l'art gòtic i primitiu i pels moviments moderns del fauvisme i el cubisme. El nom del grup sorgeix d'una obra pictòrica de Kandinsky del 1903, que a partir del 1912 va servir d'il·lustració per als títols d'un anuari que portava aquest mateix nom.
La primera de les dues exposicions de Der Blaue Reiter es va inaugurar el 18 de desembre de 1911 i va estar oberta a la Galeria Moderna de Henrich Thannhauser, a Múnic, fins a l'1 de gener del 1912. En aquesta mostra es van incloure 49 obres d'Henri Rousseau, Albert Bloch, Henrich Campedonk, Robert Delaunay, Kandinsky, Macke i del mateix Klee. Després d'aquest període, l'exposició va començar la seva itinerància per altres ciutats alemanyes, com Berlín.

## El viatge a Tunísia
L'abril de 1914, Paul Klee va viatjar a Tunísia amb August Macke i Louis Moilliet (pintors contemporanis de l'època). Louis Moilliet coneixia un metge suec (el doctor Ernst Jäggi). El metge va proposar el viatge a Louis Moilliet els anys 1908, 1909 i 1910. Louis Moilliet va proposar a Paul Klee el 1913 que viatgés sense ell, però per a Klee el viatge a Tunísia sense Louis Moilliet no tenia sentit. August Macke, Louis Moilliet i Paul Klee es van reunir. Durant aquesta reunió Paul Klee va parlar del seu viatge cancel·lat a Tunísia i la seva intenció de fer el viatge amb August Macke i Louis Moilliet. Paul Klee va guanyar prou diners per viatjar venent quadres a un farmacèutic de Berna recomenat per Louis Moilliet.
El 14 d'abril de 1914 els tres pintors van arribar a Hammamet i més endavant a Kairouan on Paul Klee va tenir la seva gran revelació: "El color em posseeix, no tinc necessitat de perseguir-lo, sé que em posseeix per sempre... El color i jo som una sola cosa. Soc pintor." Amb aquesta revelació va descobrir que el color per ell no era una cosa tangible sinó que és una sensació, que depèn de la percepció lumínica de l'individu.

## Paul Klee a l'estat espanyol
Les primeres exposicions de Klee a l'estat espanyol es van fer l'any 1972, al Palau de la Virreina de Barcelona i al Museu d'Art Contemporani de Madrid. Des d'aquests esdeveniments pioners, les exposicions monogràfiques o col·lectives amb participació d'obres de l'artista suís a l'estat espanyol s'han succeït amb una certa freqüència, per bé que a Catalunya s'han concentrat a Barcelona (Fundació Joan Miró 1981, 1999 i 2013, MACBA, 2004 i 2013).

## Klee i el color
Durant la seva vida, Paul Klee va utilitzar el color de maneres variades i úniques, i hi va mantenir una relació que va progressar amb el temps. Per a un artista que estimava tant la naturalesa, sembla una mica estrany que quan va començar menyspreés el color; de fet, creia que era pura decoració.
Amb el temps va canviar d'idea i va arribar a manipular el color amb una enorme precisió i passió, fins al punt que va acabar ensenyant la teoria del color i la seva barreja a l'escola Bauhaus. Aquesta progressió, per si mateixa, és d'una gran importància, ja que li va permetre escriure sobre el color amb una mirada única entre els seus contemporanis.

### El peix daurat (1925/1926)
El peix daurat (50 x 69 cm) llisca per la llibertat submarina; tots els altres peixos deixen un ampli espai al seu cos lluent. Es tracta d'un peix màgic, amb misteriosos símbols per tot el cos, amb unes aletes escarlata i una gran flor vermella que fa la funció d'ull.
Penja majestuosament en la profunda, màgica i blava mar, lluminós, amb secretes imatges de fertilitat. El gran peix fa que el misteri del seu món secret adquireixi significat. La tranquil·la noblesa, la lluminositat, la soledat, el respecte general: tot són característiques de Klee.

### Mort i foc (1940)
Mort i foc (46 x 44 cm) és una de les últimes obres de Klee. Un crani blanc i lluent, que ocupa el centre del quadre, i les faccions del rostre estan representades mitjançant la paraula alemanya tod, que significa mort. Un home reduït a la mínima expressió camina cap a la mort, amb el pit sense cor, el rostre sense faccions i el cos sense substància. La mort és la seva única realitat. Però en aquest quadre també hi ha foc: el sol, que encara no s'ha fos, descansa a la terra, que és la mà de la mort. L'aire superior està il·luminat pel foc i presenta una comprensió més profunda. L'home camina cap endavant amb valentia, cap a la lluminositat. I el fred domini de la mort accepta el foc i ofereix un irònic consol.

## Paul Klee i la Música
Paul Klee, fill de Hans Wilhelm Klee, professor de música i Ida Frick, cantant, va créixer en un ambient musical. Va aprendre a tocar el violí de jove i va mantenir una pràctica constant de l'instrument durant tota la seva vida, amb especial predilecció per compositors barrocs com Bach. Va imitar la grafia musical per representar diferents elements. Per exemple a l'obra: Jardí a la plana, podem trobar un jardí situat en una zona càlida i ple d'imatges relacionades amb plantes aquàtiques en el qual s'utilitzen notes musicals amb els seus caps negres i les cues o lligadures per transformar-les en plantes. També hi ha una sèrie de gravats o quadres, com els anomenats Ciutats, que mostren una simetria que, més que recordar el reflex d’un paisatge a l’aigua, fa pensar en un pentagrama amb les notes distribuïdes per sobre i per sota.
En algunes obres, Paul Klee es va inspirar en músics, instruments musicals, directors d'orquestra o cantants. Aquest fenomen és comú a la història de la pintura, però per Klee, no només es tracta d'objectes visuals sinó d'utilitzar-los per inspirar-se i agafar-los com a punt d'imaginació per a la seva obra. En algunes d'aquestes obres, s'inventa instruments com Instruments per a la música moderna o la Màquina de trinar.
Klee estava particularment atent a les equivalencies entre la polifonia musical i "polifonia gràfica" (una tècnica sobre els elements visuals organitzant-los de manera similar a la composició musical), com ho manifesten els títols recurrents de diversos dels seus quadres: Blanc engastat polifònicament (1930), Polifonia  (1932), Grup dinàmicament polifònic (1931), etc.
Klee pintava superfícies amb puntets més o menys densos que feien aparèixer formes i Webern feia el mateix però a la música. Webern ho feia per marcar que una nota abastava certa durada; no la prolongava fent servir un ritme més llarg ( negre, blanca, rodona...)  sinó que la feia aparèixer enmig de notes staccato més o menys pròximes, és a dir més o menys ràpides.
L'obra de Klee representa un punt d'inflexió en la comprensió de les relacions entre la música i les arts visuals, anticipant estratègies interdisciplinàries que van ser fundamentals en les vanguardes artístiques posteriors.

## Més obres
| - Temple a la mitja lluna (1918) - Tulipa (1919) - Pavellos (1919) - Ciutat en construcció (1920) - Angelus Novus (1920) - Solar de la casa de la maduixera (1921) - La finestra (1922) - Paisatge en verd (1922) - Escena principal del ballet "El jurament fals" (1922) - Petit avet (1922) - La màquina de la refilada (1922) - Tremolor de nenes (1923) - Visió matemàtica (1923) | - Projecció de cases (1923) - Poble de muntanya meridional (1923) - La mata-serpents (1923) - Vista d'un jardí (1925) - La mirada d'una protectora (1926) - Jardí de testos (1926) - Aquari (1927) - Figureta al·legòrica (descoloriment) (1927) - Nova ciutat d'aigua (1927) - Arribada del drac aeri (1927) - Joc perdut (1928) - Pàtria modesta (1928) - Els pastors (1929) | - La ciutadella (1929) - Camins principals i camins secundaris (1929) - Casa a l'aigua (1930) - Desplaçament i camí (1932) - Ad Parnassum (1932) - La fletxa oposada (1933) - Cap de màrtir (1933) - L'home futur (1933) - Gran migració (1934) - El jardí del guardabarrera (1934) - Maniquí passejant (1937) - Àngel pobre (1939) |

## Galeria

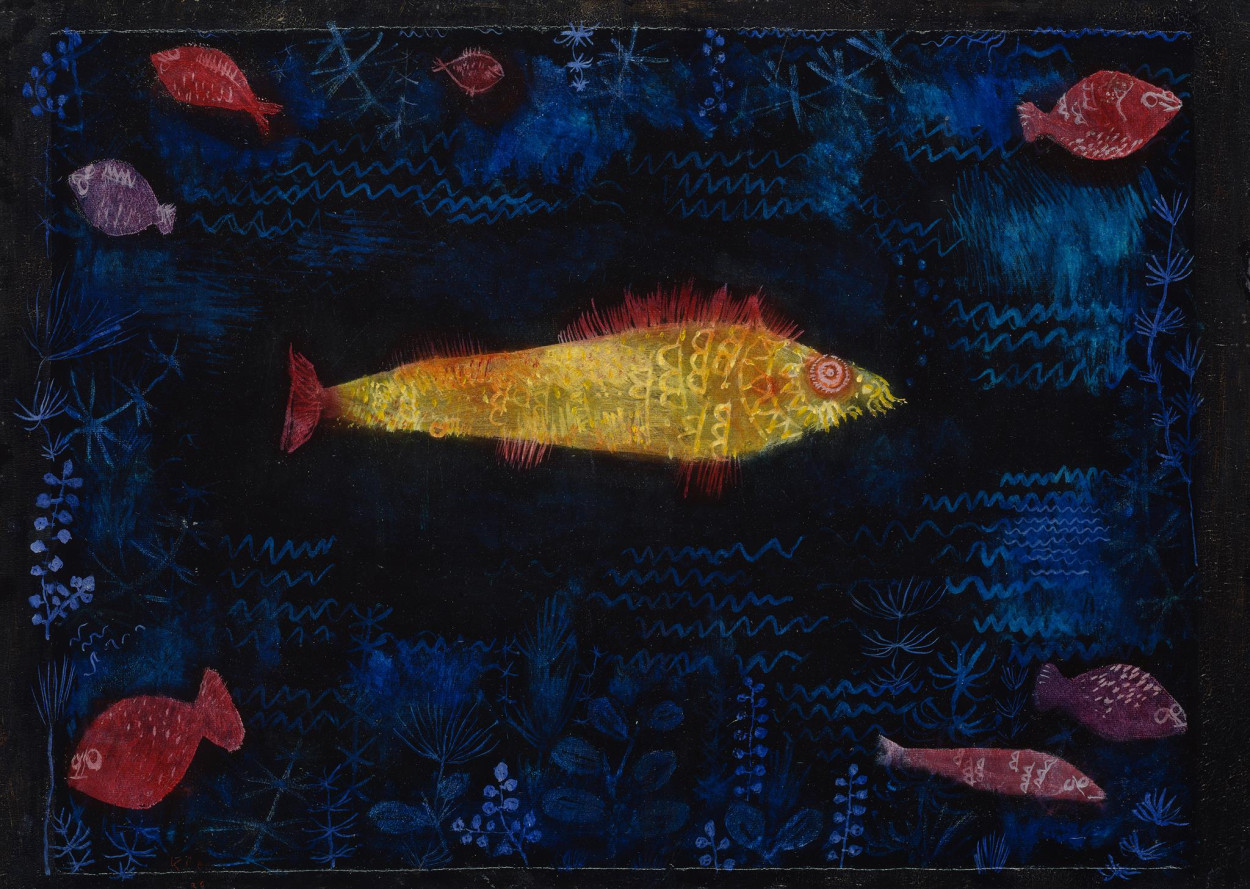
Der Goldfisch (Els peixos d'or), 1925
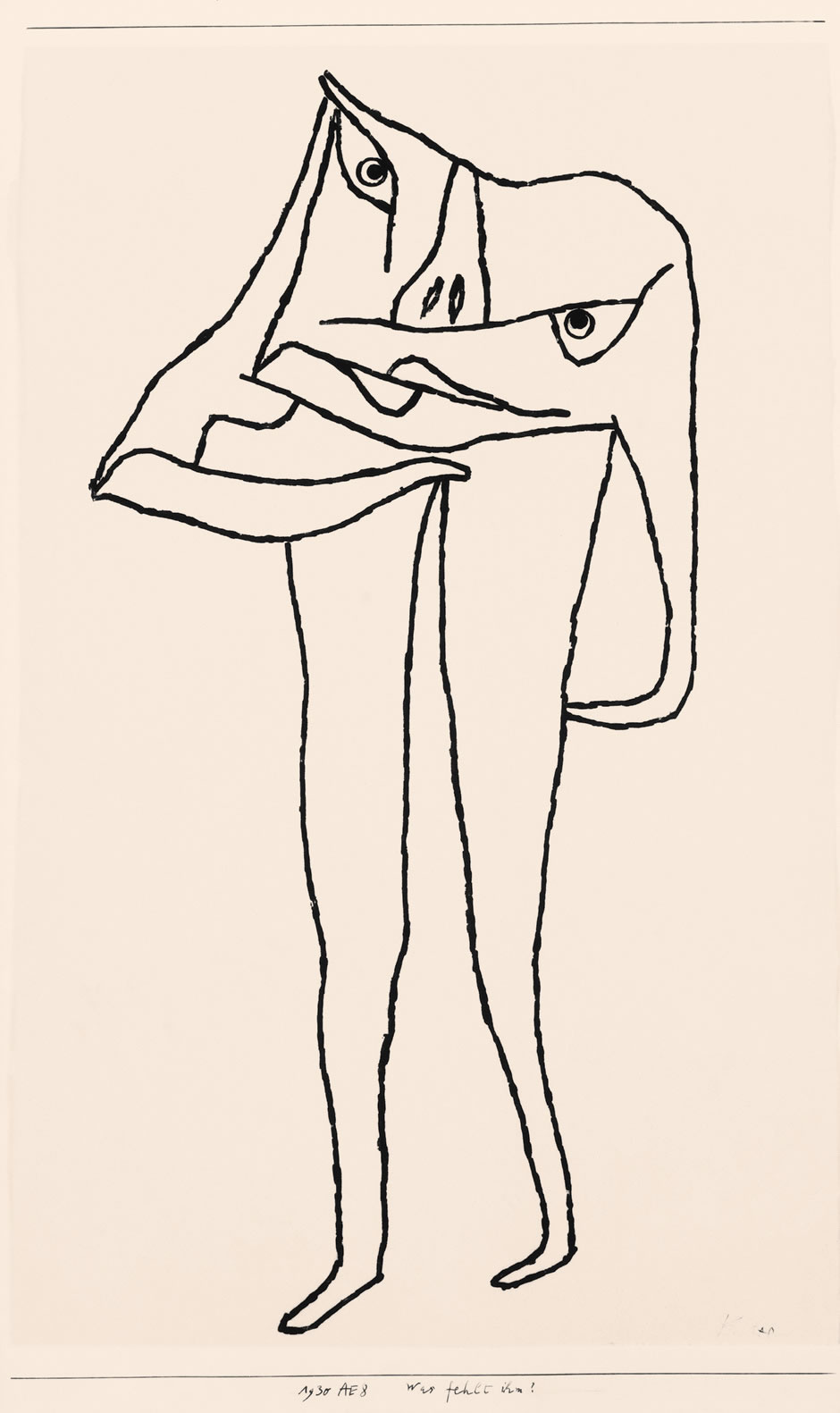
Was fehlt ihm? (Què li falta?), 1930
Revolution des Viadukts (Revolució del viaducte), 1937
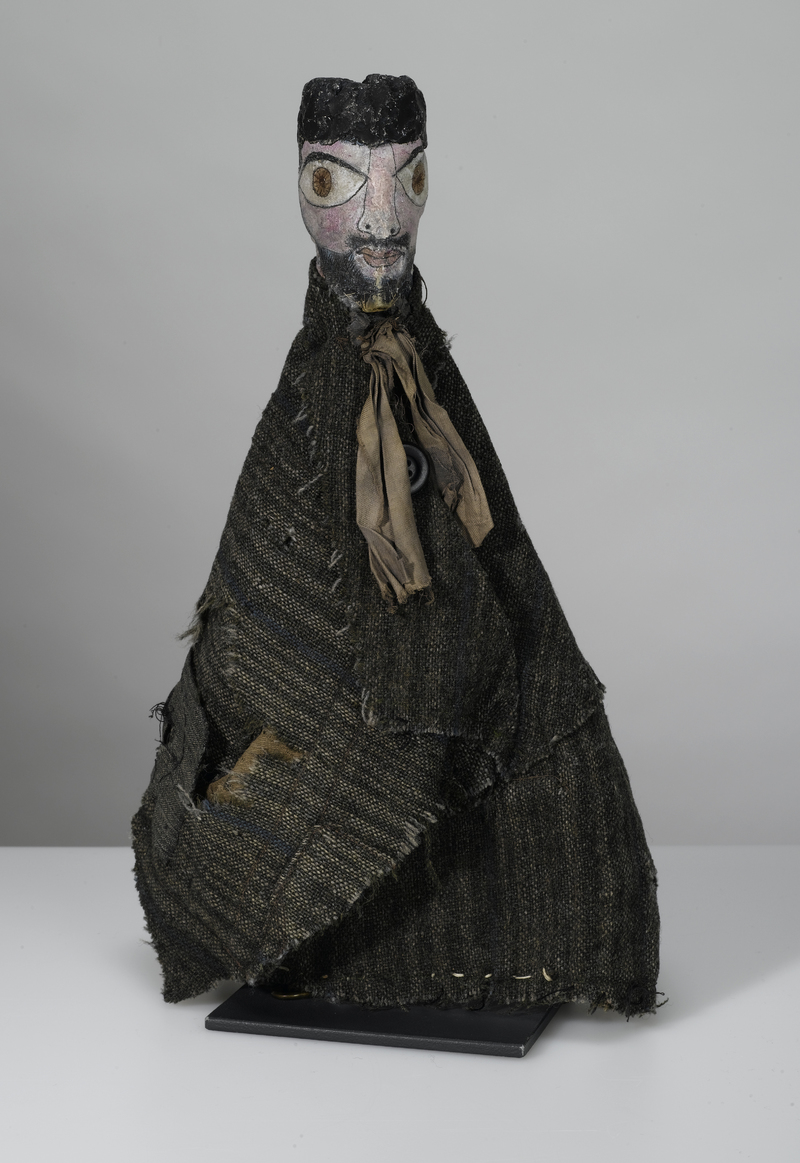
Titella manual sense títol (autoretrat), 1922